# 羅冰原島峰
78°15′S 166°7′E / 78.250°S 166.117°E
羅冰原島峰（英語：Rowe Nunataks），是南極洲的冰原島峰，位於羅斯群島中布萊克島的西南部，處於貝克角西北面6公里，現時由南極條約體系管理。